# Helianthemum salicifolium
Helianthemum salicifolium es una planta de la familia de las cistáceas

## Descripción
Mata pequeña anual, peluda, muy baja o baja, muy variable, pero muy ramificada. Hojas ovales a lanceoladas u oblongas, planas de pecíolo corto. Flores de amarillas a amarillo-doradas, agrupadas en cimas laxas de 5-20 flores; pétalos bastante estrechos, tan largos como los sépalos, ocasionalmente ausentes; brácteas largas y tipo hoja; pedúnculos florales que se extienden al fructificar, girados hacia arriba en el extremo.

## Distribución y hábitat
Todo el Mediterráneo. Habita en etapas degradadas del encinar. Maquias, garrigas, campos arenosos y rocosos, lugares herbosos y baldíos.

## Taxonomía
Helianthemum salicifolium fue descrita por (L.) Mill. y publicado en Gard. Dict. ed. 8 21 1768.
Etimología
Helianthemum: nombre genérico que deriva del griego antiguo  Ἥλιος (Helios), "el Sol" y  ανθεμοζ, ον (anthemos, on), "florecido", pues las flores solo se abren con el calor del sol (necesitan una temperatura superior a 20 °C para desplegar sus pétalos) y tienen un cierto fototropismo positivo. Ciertos nombres vernáculos en castellano, tales como Mirasol, corroborarían esta interpretación. Autores sostienen que su nombre es debido a la semejanza de las flores amarillas con el astro solar; sin embargo muchas especies son blancas, anaranjadas, rosadas o purpúreas, lo que no encuadra con esta interpretación. Otros por el afecto que tendría el género por los sitios soleados...
salicifolium: epíteto latíno que significa "como las hojas del sauce"
Sinonimia
- Aphananthemum salicifolium (L.) Fourr.
- Cistus denticulatus Kit. ex Kanitz
- Cistus intermedius Poir.
- Cistus punctatus Willd.
- Cistus salicifolius L.
- Helianthemum assurgens Dufr. ex Willk.
- Helianthemum denticulatum Thibaud
- Helianthemum fugaceum Mill.
- Helianthemum fugax Dunal
- Helianthemum intermedium (Thibaud) Dunal
- Helianthemum micranthum Dufr. ex Nyman
- Helianthemum minutum Schltdl. ex Willk.
- Helianthemum punctatum Willd.
- Helianthemum refractum Friv. ex Hampe[5]

## Nombres comunes
- Castellano: hierba del cuadrillo (2), hierba turmera (2), jaguarzo castellano (2), juagarzo castellano, tamarilla muy fina, turmera (2), yerba del cuadrillo, yerba turmera.[6]